# Тигролови (фільм)
«Тигролови» — український художній телевізійний фільм режисера Ростислава Синька відзнятий у 1994 році на кіностудії «Укртелефільм».

## Сюжет
Головний герой фільму: — «юнак 25 літ, русявий, атлет, авіатор… Суджений на 25 років…». На кожній зупинці начальник поїзду перевіряв присутність в'язнів. Та не впокорився, не змирився зі своїм, здавалось би, безвихідним становищем. Вирізавши у вагоні отвір, він вистрибує із черева страшного дракона і опиняється на волі. У тайзі він знаходить тепло, затишок і кохання в родині полтавських переселенців Сірків. Добрий душею старий Сірко, його лагідна дружина, щира в коханні Наталка відігріли зболене серце і поранену душу колишнього в'язня, повернули його до життя. Однак знав, що Медвин не дасть йому спокою, буде шукати і в тайзі. Так і сталося. При першій нагоді він поквитався зі своїм кривдником. І не тільки зі своїм. Такі дракони, як Медвин та їх поплічники, нищили мільйони людей, гідно представляючи систему сталінського терору.
Сюжетні відмінності фільму від роману-першоджерела
Сюжет базується на однойменному романі "Тигролови" Івана Багряного, однак є відмінності від роману-першоджерела
|                                                  | Книга                                                | Фільм                      |
| ------------------------------------------------ | ---------------------------------------------------- | -------------------------- |
| Ім'я юнака                                       | Григорій Многогрішний                                | Андрій Чумак               |
| НКВДист на кожній зупинці перевіряє              | лише Григорія                                        | Багато в'язнів             |
| Рятував від ведмедя                              | Григорій думав, що хлопця                            | Одразу видно, що дівчина   |
| Дівчина, яку він згадує, коли лежить непритомний | Наталка — його сестра                                | Катря — його любка         |
| Наталка                                          | Майже до кінця книги не виявляє почуттів до Григорія | Одразу закохується у нього |
| Остання зустріч з майором                        | Після полювання на тигра                             | Під час пантування         |
| Прізвище майора                                  | Медвин                                               | Великін                    |

## У ролях
- Олег Савкін
- Ольга Сумська
- Анатолій Мокренко
- Микола Шутько
- Ольга Матешко

## Зв'язок з іншими фільмами
Фільм Тигролови є продовження оповіді про долю героя 4-серійного мінісеріалу Сад Гетсиманський, який тікає з потягу, котрим його мали доправити до сибірського концтабору. Він потрапляє в українське поселення, де його переховують. Там і зустрічає своє кохання.